# 의창소방서
의창소방서(義昌消防署, Uichang Fire station)는 경상남도 창원시 의창구를 관할하는 창원시 소방본부 (또는 경상남도 소방본부) 산하의 소방서이다.
소방서장은 소방정으로 보한다.

## 연혁
- 2022년 1월 11일: 창원소방서(현 성산소방서)에서 의창구 관할로 의창소방서 분리

## 조직
| - 소방행정과 - 소방행정팀 - 예산장비팀 | - 안전예방과 - 안전지도팀 - 예방지도팀 - 소방민원팀 | - 대응구조과 - 구조구급팀 - 대응조사팀 |

## 관할센터 및 관할구역
성산소방서는 5개의 119안전센터와 1개의 지역대, 1개의 구조대를 산하에 두고 있다.
| 명칭                 | 사진 | 주소                            | 관할구역                    | 지역대        |
| -------------------- | ---- | ------------------------------- | --------------------------- | ------------- |
| 중동119안전센터      |      | 의창구 중동중앙로 119           | 의창구 의창동               |               |
| 봉곡119안전센터      |      | 의창구 지귀로 127               | 의창구 명곡동, 봉림동       |               |
| 팔룡119안전센터      |      | 의창구 창원대로204번길 15       | 의창구 팔룡동               |               |
| 동읍119안전센터      |      | 의창구 동읍 동읍로71번길 14-14  | 의창구 동읍                 |               |
| 북면119안전센터      |      | 의창구 북면 감계로110번길 54-36 | 의창구 북면                 | 신촌119지역대 |
| 대산119안전센터      |      | 의창구 대산면 봉강가술로 583    | 의창구 대산면               |               |
| 의창소방서 119구조대 |      | 의창구 중동중앙로 119           | 경상남도 창원시 의창구 일원 |               |

## 같이 보기
- 대한민국 소방청
- 대한민국의 소방
- 소방관 계급